# N Tauri
n Tauri (n Tau / 109 Tauri / HD 34559 / HR 1739) es una estrella en la constelación de Tauro, situada a menos de un grado al sur de la eclíptica.
De magnitud aparente +4,96, se encuentra a 206 años luz del sistema solar.
n Tauri es una gigante amarilla de tipo espectral G8III con una temperatura efectiva de 5000 K.
Semejante a ο Tauri y π Tauri —estrellas de esta misma constelación—, brilla con una luminosidad 52 veces superior a la del Sol.
Tiene un radio 12 veces más grande que el radio solar, valor obtenido a partir de la medida directa de su diámetro angular —1,39 milisegundos de arco—
Al igual que otras gigantes, gira sobre sí misma lentamente, siendo su velocidad de rotación proyectada de 3,02 km/s.
Diversos estudios señalan una metalicidad prácticamente igual a la del Sol.
Las abundancias relativas de elementos como itrio, bario, lantano y praseodimio son también comparables a las encontradas en el Sol; el europio, en cambio, parece ser algo más abundante.
n Tauri tiene una masa 2,5 veces mayor que la masa solar.
Parece no existir consenso en cuanto a su edad; un estudio establece una antigüedad de 589 millones de años, mientras que otro indica una edad de 990 millones de años, sensiblemente mayor que la anterior.